# Sami Wolking
Sami Wolking, pseud.Magnum (ur. 15 sierpnia 1973 w Helsinkach) – fiński basista, były członek hardrockowej grupy Lordi. Obecnie basista Naked Idol.
Grał z zespołem od 1999 do 2002. Zastąpił G-Stealera. Odszedł z Lordi z powodu niewielkiego zaangażowania w zespół, oraz jak niedawno w jednym z wywiadów Magnum przyznał, że w 2002 roku jako jedyny z członków zespołu miał stałą pracę (agent ochrony, własna firma) i nie mógł być dostępny 24 godziny na dobę, czego oczekiwał Mr. Lordi. Zapytany o to, gdzie by poszedł, na koncert zespołu czy do pracy, odpowiedział Do pracy, naturalnie. Grał on ścieżkę dźwiękową do albumu Get Heavy oraz singla Would You Love A Monsterman?, jednak na okładce znalazł się Kalma, który zajął jego miejsce w zespole. Można go zobaczyć jedynie na teledysku Would You Love A Monsterman (2002), który został zrobiony zaledwie tydzień przed jego odejściem.